# Trifenilmetan
Trifenilmetan je ugljikovodik s kemijskom formulom (C6H5)3CH. Ova bezbojna krutina je topljiva u nepolarnim organskim otapalima, a ne u vodi. Trifenilmetan je osnova mnogih sintetskih boja nazvanih trifenilmetanske boje, od kojih su mnogi pH indikatori, a neki pokazuju fluorescenciju. Tritilna grupa u organskoj kemiji je trifenilmetilna skupina PH3C, na primjer trifenilmetil klorid (tritil klorid) i trifenilmetil radikal (tritil radikal).

## Trifenilmetanski pigmenti
Od poznatih trifenilmetanskih bojila odvode se i pigmenti slične strukture, ali netopljivi u mediju u kojemu se primjenjuju. Netopljivost se postiže stvaranjem soli, a prema vrsti takvih soli razlikuju se dvije grupe trifenilmetanskih spojeva s heteropolikiselinama fosfora, molibdena i volframa, a u drugoj su grupi unutrašnje soli u obliku supstituirane trifenilmetansulfonske kiseline, na primjer trifenilmetanski plavi pigment.  
Trifenilmetanski pigmenti pojavljuju se u plavim, ljubičastim i zelenim tonovima. Ističu se jakom i briljantnom bojom, dok im je postojanost općenito nešto slabija. Zbog toga nisu prikladni za primjenu u sredstvima za ličenje, ali se mnogo upotrebljavaju u pripravi i nijansiranju tiskarskih boja.

## Slike
|                   |                                      |                                        |
| Malahitna zelena. | Kemijska struktura malahitne zelene. | Bromokresolna zelena kao pH indikator. |

|              |            |          |                                             |
| Fluorescein. | Rodamin B. | Eosin Y. | Umjetno plavo bojilo ili jarko plava E 133. |